# Труханово (Смоленская область)
Труханово — деревня в Починковском районе Смоленской области России. Входит в состав Лосненского сельского поселения. Население — 27 жителей (2007 год). 
Расположена в центральной части области в 18 км к северу от Починка, в 13 км восточнее автодороги А141 Орёл — Витебск, на берегу реки Чичига. В 3 км юго-западнее деревни расположена железнодорожная станция Панская на линии Смоленск — Рославль. 

## История
В годы Великой Отечественной войны деревня была оккупирована гитлеровскими войсками в июле 1941 года, освобождена в сентябре 1943 года.